# Parafia św. Karola Boromeusza w Kryrach
Parafia św. Karola Boromeusza w Kryrach – rzymskokatolicka parafia w dekanacie Suszec, w archidiecezji katowickiej. Wyodrębniona z parafii Suszec w 1990. Kościół parafialny pw. św. Karola Boromeusza w Kryrach wybudowany w 1843.
Liczba parafian: 1352
Od 2017 roku parafią kieruje ks. dr Krzysztof Kmak.

## Proboszczowie[2]
- Ks. Jan Kubica, kuratus 1948–1957,
- Ks. Benon Hornik, ekspozyt 1957–1958, kuratus 1958–1969, proboszcz 1969–1986,
- Ks. Józef Gurowicz, proboszcz 1986–1999,
- Ks. Andrzej Fojcik, administrator 1999–2003, proboszcz 2003–2005,
- Ks. Zenon Czajka, proboszcz 2005–2007,
- Ks. Edward Słupik, proboszcz 2007–2016,
- Ks. Antoni Bubalik, administrator 2016–2017[3],
- Ks. Krzysztof Kmak, administrator 2017–2018, proboszcz od 2018[4].